# Пань Сун
Пань Сун (кит. упр. 潘松, пиньинь Pān Sōng, 3 ноября 1975, Даньдун) — китайский дзюдоист тяжёлой весовой категории, выступал за сборную Китайской Народной Республики в конце 1990-х и на всём протяжении 2000-х годов. Участник трёх летних Олимпийских игр, обладатель двух бронзовых медалей чемпионатов мира, бронзовый призёр Азиатских игр, чемпион Азии, чемпион Восточноазиатских игр, победитель многих турниров национального и международного значения.

## Биография
Пань Сун родился 3 ноября 1975 года в городском округе Даньдун провинции Ляонин.
Первого серьёзного успеха на взрослом международном уровне добился в 1997 году, когда попал в основной состав китайской национальной сборной и побывал на Восточноазиатских играх в Пусане, откуда привёз награду золотого достоинства, выигранную в абсолютной весовой категории. Кроме того, в этом сезоне выступил на чемпионате мира в Париже, где стал бронзовым призёром в тяжёлом весе — на стадии полуфиналов потерпел поражение от титулованного француза Давида Дуйе, который в итоге победил на этом мировом первенстве. Год спустя получил бронзу на Азиатских играх в Бангкоке. Ещё через год добавил в послужной список серебряную и золотую медали, полученные на домашнем чемпионате Азии в Вэньчжоу в тяжёлой и абсолютной весовых категориях соответственно (в тяжёлом весе единственное поражение потерпел от японца Хироаки Такахаси). На мировом первенстве 1999 года в английском Бирмингеме боролся только в категории свыше 100 кг, в четвертьфинале проиграл немцу Франку Мёллеру и вынужден был довольствоваться бронзовой наградой.
Благодаря череде удачных выступлений Пань удостоился права защищать честь страны на летних Олимпийских играх 2000 года в Сиднее — одолел здесь первых двух соперников, однако на стадии полуфиналов не сумел пройти россиянина Тамерлана Тменова, заработавшего иппон. В утешительных поединках за третье место тоже не имел успеха, один раз выиграл, но затем проиграл представителю Белоруссии Руслану Шарапову.
После сиднейской Олимпиады Пань Сун остался в основном составе дзюдоистской команды КНР и продолжил принимать участие в крупнейших международных турнирах. Так, в 2001 году в абсолютной весовой категории он выиграл бронзовую медаль на Восточноазиатских играх в Осаке. На чемпионатах мира 2001 и 2003 годов выступил, тем не менее, крайне неудачно, выбыв из борьбы за медали уже на ранних стадиях турниров. Будучи одним из лидеров китайской национальной сборной, благополучно прошёл квалификацию на Олимпийские игры 2004 года в Афинах — выиграл здесь всего лишь один поединок, уже во второй встрече был побеждён белорусом Юрием Рыбаком, бронзовым призёром последнего чемпионата Европы.
В 2008 году Пань отобрался на домашние Олимпийские игры в Пекине — в стартовом поединке тяжёлого веса взял верх над киргизом Талантом Джанагуловым, но затем на стадии 1/16 финала потерпел поражение от своего давнего соперника из России Тамерлана Тменова. Вскоре по окончании этих соревнований принял решение завершить карьеру профессионального спортсмена, уступив место в сборной молодым китайским дзюдоистам.